# Leptopelis modestus
Leptopelis modestus là một loài ếch thuộc họ Hyperoliidae.
Loài này có ở Cameroon, Cộng hòa Dân chủ Congo, Guinea Xích Đạo, Kenya, Nigeria, và có thể cả Uganda.
Môi trường sống tự nhiên của chúng là rừng ẩm vùng đất thấp nhiệt đới hoặc cận nhiệt đới, vùng núi ẩm nhiệt đới hoặc cận nhiệt đới, sông ngòi, đầm nước, đầm nước ngọt, đầm nước ngọt có nước theo mùa, và rừng trước đây suy thoái nghiêm trọng.
Chúng hiện đang bị đe dọa vì mất môi trường sống.